# Northeast Corridor
| Acela Express bei Philadelphia | |                                              |                                              |
| Amtrak (rot), Metro North Railroad und MBTA (blau) | |                                              |                                              |
| Streckenlänge: | 734 km                                                                                                |                                              |                                              |
| Spurweite: | 1435 mm (Normalspur)                                                                                  |                                              |                                              |
| Stromsystem: | 25 kV 60 Hz (Boston–New Haven) 12,5 kV 60 Hz (New Haven–New York) 12 kV 25 Hz (New York–Washington) ~ |                                              |                                              |
| Streckengeschwindigkeit: | 240 km/h                                                                                              |                                              |                                              |
| Zweigleisigkeit: | durchgängig                                                                                           |                                              |                                              |
| | |                                              |                                              |
| \| \| \| Boston South Station \| \| \| \| Boston Back Bay \| \| \| \| Route 128 \| \| \| \| Providence \| \| \| \| Kingston \| \| \| \| Westerly \| \| \| \| Mystic \| \| \| \| New London \| \| \| \| Old Saybrook \| \| \| \| Strecke New Haven–Springfield \| \| \| \| New Haven \| \| \| \| Bridgeport \| \| \| \| Stamford \| \| \| \| New Rochelle \| \| \| \| New York City \| \| \| \| Newark (NJ) \| \| \| \| Newark Airport \| \| \| \| Metropark \| \| \| \| New Brunswick \| \| \| \| Princeton Junction \| \| \| \| Trenton \| \| \| \| Cornwells Heights \| \| \| \| North Philadelphia \| \| \| \| Philadelphia \| \| \| \| Keystone Corridor nach Harrisburg/Pittsburgh \| \| \| \| Wilmington \| \| \| \| Newark (DE) \| \| \| \| Aberdeen \| \| \| \| Baltimore \| \| \| \| BWI Airport \| \| \| \| New Carrollton \| \| \| \| Washington, D.C. \| | |                                              |                                              |
| Kopfbahnhof Streckenanfang | | Boston South Station                         | Boston South Station                         |
| Bahnhof | | Boston Back Bay                              | Boston Back Bay                              |
| Bahnhof | | Route 128                                    | Route 128                                    |
| Bahnhof | | Providence                                   | Providence                                   |
| Haltepunkt / Haltestelle | | Kingston                                     | Kingston                                     |
| Haltepunkt / Haltestelle | | Westerly                                     | Westerly                                     |
| Haltepunkt / Haltestelle | | Mystic                                       | Mystic                                       |
| Haltepunkt / Haltestelle | | New London                                   | New London                                   |
| Haltepunkt / Haltestelle | | Old Saybrook                                 | Old Saybrook                                 |
| Abzweig geradeaus und von rechts | | Strecke New Haven–Springfield                | Strecke New Haven–Springfield                |
| Bahnhof | | New Haven                                    | New Haven                                    |
| Haltepunkt / Haltestelle | | Bridgeport                                   | Bridgeport                                   |
| Haltepunkt / Haltestelle | | Stamford                                     | Stamford                                     |
| Haltepunkt / Haltestelle | | New Rochelle                                 | New Rochelle                                 |
| Bahnhof | | New York City                                | New York City                                |
| Bahnhof | | Newark (NJ)                                  | Newark (NJ)                                  |
| Haltepunkt / Haltestelle | | Newark Airport                               | Newark Airport                               |
| Haltepunkt / Haltestelle | | Metropark                                    | Metropark                                    |
| Haltepunkt / Haltestelle | | New Brunswick                                | New Brunswick                                |
| Haltepunkt / Haltestelle | | Princeton Junction                           | Princeton Junction                           |
| Bahnhof | | Trenton                                      | Trenton                                      |
| Haltepunkt / Haltestelle | | Cornwells Heights                            | Cornwells Heights                            |
| Haltepunkt / Haltestelle | | North Philadelphia                           | North Philadelphia                           |
| Bahnhof | | Philadelphia                                 | Philadelphia                                 |
| Abzweig geradeaus und nach rechts | | Keystone Corridor nach Harrisburg/Pittsburgh | Keystone Corridor nach Harrisburg/Pittsburgh |
| Bahnhof | | Wilmington                                   | Wilmington                                   |
| Haltepunkt / Haltestelle | | Newark (DE)                                  | Newark (DE)                                  |
| Haltepunkt / Haltestelle | | Aberdeen                                     | Aberdeen                                     |
| Bahnhof | | Baltimore                                    | Baltimore                                    |
| Haltepunkt / Haltestelle | | BWI Airport                                  | BWI Airport                                  |
| Haltepunkt / Haltestelle | | New Carrollton                               | New Carrollton                               |
| Kopfbahnhof Streckenende | | Washington, D.C.                             | Washington, D.C.                             |

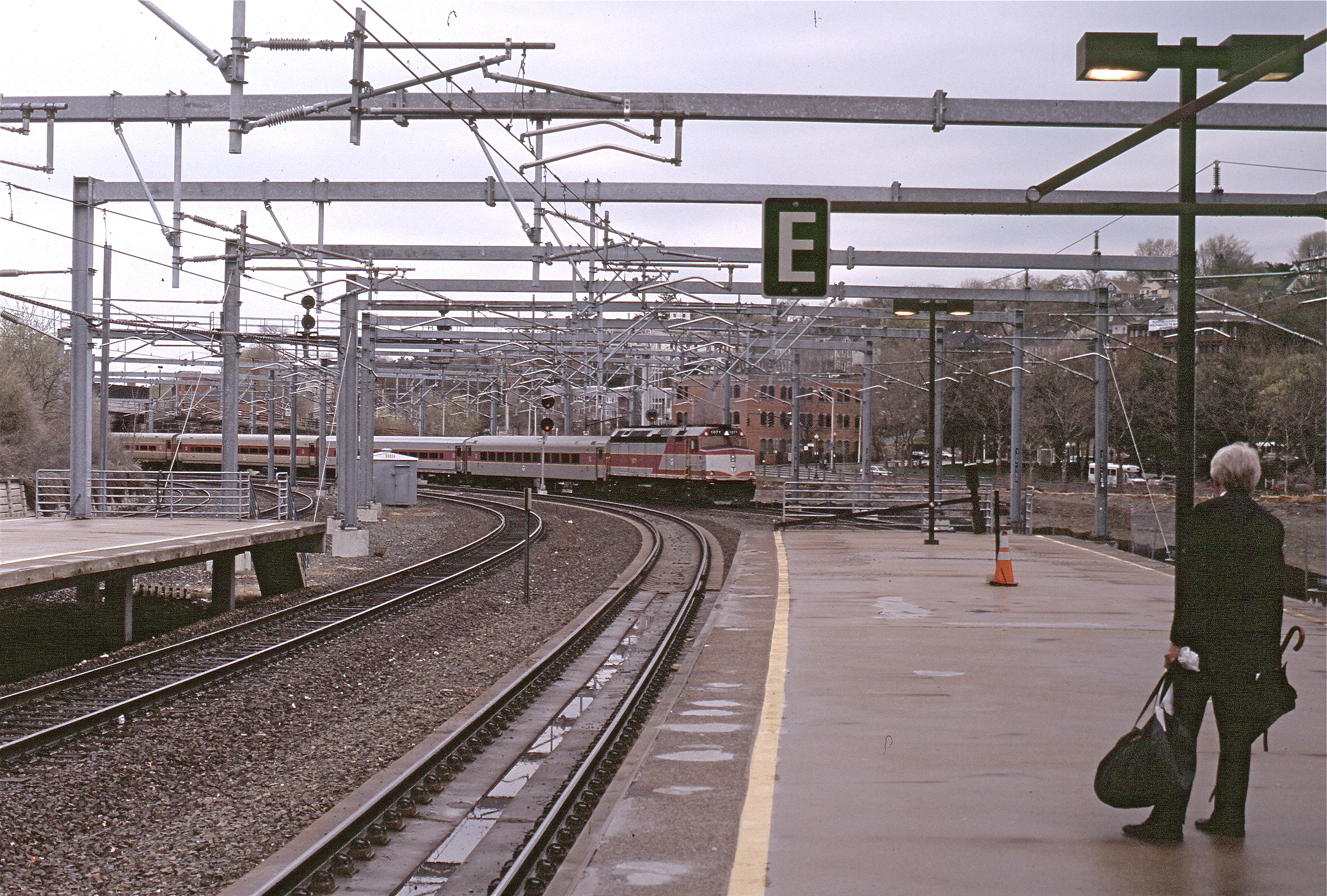
Aus Boston einfahrender Nahverkehrszug der MBTA Commuter Rail in Providence

Als Northeast Corridor (dt. Nordostkorridor), abgekürzt NEC, wird die meistfrequentierte Personen-Schienenverkehrsverbindung an der bevölkerungsreichen Nordostküste der USA bezeichnet. Sie erstreckt sich von Boston über New Haven, New York, Philadelphia und Baltimore bis nach Washington, DC. Die 734 Kilometer lange Strecke ist durchgehend elektrifiziert und die derzeit einzige bedeutende elektrisch betriebene Fernbahnstrecke der USA. Sie befindet sich größtenteils im Besitz von Amtrak, jedoch wird die Strecke auch von anderen Eisenbahngesellschaften mit unterschiedlichen Zügen befahren. Der Abschnitt zwischen New Rochelle und New Haven gehört dem Nahverkehrsbetrieb Metro North Railroad.

## Geschichte
Nach vielen privaten Betreibern kristallisierten sich zu Beginn des 20. Jahrhunderts zwei Eisenbahngesellschaften als Streckenbetreiber heraus. Nördlich von New York die New Haven, südlich davon die Pennsylvania Railroad. Beide unterhielten einen umfangreichen Nah-, Fern- und Güterverkehr. Die Strecken beider Gesellschaften waren an der New Yorker Penn Station seit 1914 verbunden.
Wegen eines Dampflokverbotes in New York benutzten beide Gesellschaften Elektrolokomotiven, um den Bahnhof zu erreichen. Dabei erfolgte bei beiden die Stromaufnahme zunächst nur mittels Stromschienen.
Erst in den 1930er Jahren vollendeten beide Gesellschaften die Elektrifizierung ihres Streckennetzes mit Oberleitungen mit 11 kV/25 Hz Wechselstrom. New Haven behielt aber im Großraum New York die Stromschiene zur Grand Central Station bei.
Nach der Fusion von New York Central mit Pennsylvania 1967 zu Penn Central übernahm diese Gesellschaft zum Jahresende 1968 die New Haven. Die Penn Central ging 1970 bankrott. Den Personenfernverkehr übernahm am 1. Mai 1971 der neu gegründete halbstaatliche Fernverkehrsbetreiber Amtrak, die anderen Verkehre verblieben zunächst bei Penn Central.
Für den Güterverkehr wurde zum 1. April 1976 die Auffanggesellschaft Conrail gegründet, das Eigentum am Nord-Ost-Korridor Amtrak übertragen. Erst am 1. Januar 1983 gab Conrail die Nahverkehrsdienste an neu gegründete und bestehende Nahverkehrsbetreiber ab. Metro-North wurde zudem neuer Eigentümer des Korridorabschnitts zwischen New Rochelle und New Haven.
Im Rahmen der ICE Train North America Tour war ein deutscher ICE im zweiten Halbjahr 1993 auf Präsentationsfahrten und zwischen Oktober und Dezember im Linienverkehr unterwegs. Zuvor war ein schwedischer X2000 auf der Strecke eingesetzt worden.

## Heute
Auf dem NEC befinden sich die derzeit einzigen Hochgeschwindigkeitsstreckenabschnitte in den USA. Zwischen Washington, D.C., New York City und Boston werden Verbindungen mit den nach französischem Vorbild gebauten Acela-Express-Zügen angeboten, die eine Alternative zu PKW und Flugzeug sind. Für diese Züge wurde die Strecke nördlich von Pelham bis New Haven 1985 bis 1986 auf 12,5 kV/60 Hz umgestellt und die Strecke von New Haven nach Boston im Jahr 1999 mit 25 kV/60 Hz elektrifiziert.
Die Acela-Express-Züge fahren auf je einem Streckenabschnitt in Rhode Island und in Massachusetts mit 240 km/h, die Abschnitte sind zusammen aber nur 33 km lang. Östlich von New Haven befinden sich mehrere Streckenabschnitte, die mit 180 km/h respektive mit 200 km/h befahren werden können.
Westlich von New York sind die Acela-Express-Züge auf 220 km/h begrenzt mit vielen Abschnitten, die nur mit 200 km/h befahren werden können. Viele Streckenabschnitte wären genügend gerade trassiert, so dass auch mit 240 km/h gefahren werden könnte, was aber auf Grund der immer noch in Betrieb stehenden Fahrleitungsbauart aus den Zeiten der Great Depression nicht möglich ist. Anders als in Europa üblich, verfügt die während der Großen Depression erstellte Fahrleitung über keine Nachspannung und neigt bei höheren Außentemperaturen zum Durchhängen. Sie kann deshalb höchstens mit 220 km/h befahren werden. Durchhängende Oberleitungen führen vor allem im Sommer immer wieder zu Betriebsstörungen.
Ein Umbau wäre sehr aufwändig, da die Tragwerke ersetzt werden müssten (was im NEC-UP Programm nun auch vorgesehen ist, siehe Abschnitt Ausbauprogramm).
Die Passagierzahlen auf dem Korridor lagen im Jahre 2019 bei 800.000 Passagieren täglich, der Großteil hierauf entfiel auf die Nahverkehrszüge in den Ballungsräumen an der Strecke. In Amtrak-Fernverkehrszügen reisten im betreffenden Jahr täglich etwa 40.000 Passagiere.

## Ausbauprogramm
Amtrak hat auch mit der Planung einer Reihe von Modernisierungen entlang der Strecke begonnen. Eine Revision vom September 2012 überarbeitete auch die Vorschläge zum Neubauprogramm der Hochgeschwindigkeitsstrecke „NextGen“ und fügte ein breites Ausbauprogramm „NEC-UP“ hinzu (NorthEast Corridor Upgrade Program). Im Ausbauprogramm sollten für einen Kostenumfang von 33,5 Milliarden US-Dollar bis 2025 eine Reihe von Großprojekten umgesetzt werden. Tatsächlich wurden bis Ende 2024 nur Projekte für 17,9 Milliarden US-Dollar bewilligt.
Einen großen Anteil von 14,5 Milliarden US-Dollar hat die Streckenertüchtigung von Washington nach New York. Insbesondere für die Verbesserungen der Oberleitung, die dann selbstspannend sein werden, sowie den Ersatz einiger alter Brücken, konnten Bundesgelder gesichert werden, die ursprünglich für den Hochgeschwindigkeitsverkehr anderer Bundesstaaten gedacht waren, von diesen jedoch nicht mehr abgerufen werden. Durch die Verbesserungen werden die Geschwindigkeitsschranken auf großen Teilen der Strecke angehoben werden können – der Acela Express konnte bisher nur auf einem Dutzend Kilometern seine Höchstgeschwindigkeit ausnutzen. In den Kosten ist auch der Kauf von 40 neuen Acela Express enthalten, mit denen dann ein Stundentakt realisiert werden kann. Weitere Streckenertüchtigungen für 3,9 Milliarden US-Dollar beziehen sich auf den Abschnitt von New York bis Boston. Das Gesamtziel der Ertüchtigung von Strecken und Fahrzeugen ist eine Geschwindigkeit von 257 km/h (160 mph) bei durchgängiger Trennung des Hochgeschwindigkeitsverkehrs von anderem Bahnverkehr im Nordostkorridor.
Den größten Anteil von 14,9 Milliarden US-Dollar hat jedoch das Gateway Project, das den Flaschenhals zwischen Newark Penn Station und New York Penn Station beheben soll. Neben einigen Brückneubauten umfasst dies vor allem einen Tunnelneubau unter dem Hudson River. Der Spatenstich für den ersten Teil, den Palisadentunnel (Palisades Tunnel) erfolgte bereits am 8. Juni 2009 (der Name leitet sich von den „Palisades“ genannten Kliffhängen am westlichen Hudson-Ufer ab). Der Tunnelzugang am nördlichen Ende in Manhattan, die sogenannte „tunnel box“, wurde im Februar 2013 in die Planungsunterlagen des Hudson Yards Entwicklungsprogramms eingefügt.
Neben dem NEC-UP Ausbauprogramm verteilen sich die weiteren Gelder des NextGen Programms nun auf die Neubaustrecken – davon 51,4 Milliarden US-Dollar im Korridor Washington-New York, die eine Inbetriebnahme 2030 erlauben, sowie 58,0 Milliarden US-Dollar im Korridor New York-Boston mit einer vorgesehenen Inbetriebnahme ab 2040. Der Gesamtausbau des Nordostkorridors mitsamt NEC-UP und NextGen summiert sich dann auf die schon früher genannten 151 Milliarden US-Dollar – die Bundesfinanzierung ist dafür noch nicht gesichert, als Vorabmaßnahme beteiligt sich Amtrak an der Entwicklung der Hochgeschwindigkeitszüge für den Schnellfahrstreckenneubau in Kalifornien, die ebenfalls für 350 km/h (220 mph) projektiert werden. (Diese Kooperation wurde von Seiten des CaHSR jedoch wieder aufgegeben, da die technischen Anforderungen zu weit auseinandergehen, und man aus Kostengründen für Kalifornien auf international gebräuchliche Designs zurückgreifen will.)
Am 6. November 2023 gab die Federal Railroad Administration (FRA) bekannt, dass sie 16,4 Milliarden Dollar für 25 Eisenbahnprojekte im Personenverkehr entlang des Northeast Corridor bewilligt hat. Die Projekte stehen im direkten Zusammenhang mit der durch das Bipartisan Infrastructure Law begründeten Federal-State Partnership for Intercity Passenger Rail Program. Zu den geförderten Maßnahmen gehören im Besonderen:
* Gateway Project (bis zu 3.799.999.820 Dollar): Das Projekt umfasst den Abschluss der Planung und den Bau des Hudson River Tunnels sowie die Sanierung der bestehenden, in die Jahre gekommenen North River Tunnels.
* Frederick-Douglass-Tunnel (bis zu 4.707.571.556 Dollar): Das vorgeschlagene Projekt umfasst die endgültige Planung und den Bau des Ersatztunnels für den Baltimore- und Potomac-Tunnel, der als Frederick-Douglass-Tunnel bezeichnet wird. Im Rahmen des Projekts werden ein neuer zweigleisiger Tunnel für den Personenverkehr, drei Lüftungsanlagen und ein Zufahrtsgleis gebaut. Im Rahmen des Projekts werden auch die zugehörigen Eisenbahn- und Straßenbrücken im Projektgebiet erneuert und der Pendlerbahnhof West Baltimore umgebaut, um die neue Bahntrasse aufzunehmen und den Bahnhof mit vollständig zugänglichen Hochbahnsteigen auszustatten. Nach der Fertigstellung werden die Geschwindigkeiten auf diesem Abschnitt von 48 auf 177 km/h steigen, womit der langsamste Streckenabschnitt zwischen  Washington, D.C., und New York City wegfällt.
* Erneuerung der Susquehanna River Bridge (bis zu 2.081.215.100 Dollar): Das Projekt umfasst die abschließende Planung und den Bau von zwei neuen festen, zweispurigen Brücken über den Susquehanna River zwischen Havre De Grace und Perryville (Maryland), als Ersatz für das 1906 erbaute zweispurige Bauwerk, das seine Nutzungsdauer überschritten hat. Die neuen Brücken werden die Geschwindigkeit von 145 Kilometern pro Stunde auf dem derzeitigen Bauwerk verbessern, wobei eine Brücke für einen Betrieb mit 200 Kilometern pro Stunde und die andere für einen Betrieb mit bis zu 256 Kilometern pro Stunde ausgelegt ist, was zu erheblichen Reisezeitverkürzungen führen wird.
* Ersatz der Brücke über den Connecticut River (bis zu 826.645.100 Dollar): Das Projekt umfasst den Ersatz der bestehenden Brücke über den Connecticut River zwischen Old Saybrook und Old Lyme durch eine moderne und belastbare bewegliche Brücke unmittelbar südlich der bestehenden Konstruktion, die im Jahre 1907 fertiggestellt wurde und die sich im Besitz von Amtrak befindet. Sie birgt aufgrund ihres Alters und Zustands das Risiko   einer langfristigen, erheblichen Störung des Verkehrs auf dem Korridor. Die Ersatzbrücke wird die zweigleisige Konfiguration und die bestehende Fahrrinnenlage beibehalten und eine bewegliche Klappbrücke mit zusätzlicher vertikaler Durchfahrtshöhe für den Schiffsverkehr bieten.
* Sanierung der East River Tunnels in New York City (bis zu 1.261.851.977 Dollar): Das Projekt umfasst die endgültige Planung und den Bau der East River Tunnels in New York City, die 1910 eröffnet wurden und über vier Gleise verfügen. Mit diesem Projekt werden die Gleise 1 und 2 vollständig saniert und ein neues Gleis verlegt. Die durch den Hurrikan Sandy im Jahr 2012 verursachten Schäden an den Tunneln werden vollständig beseitigt.

## Unfälle

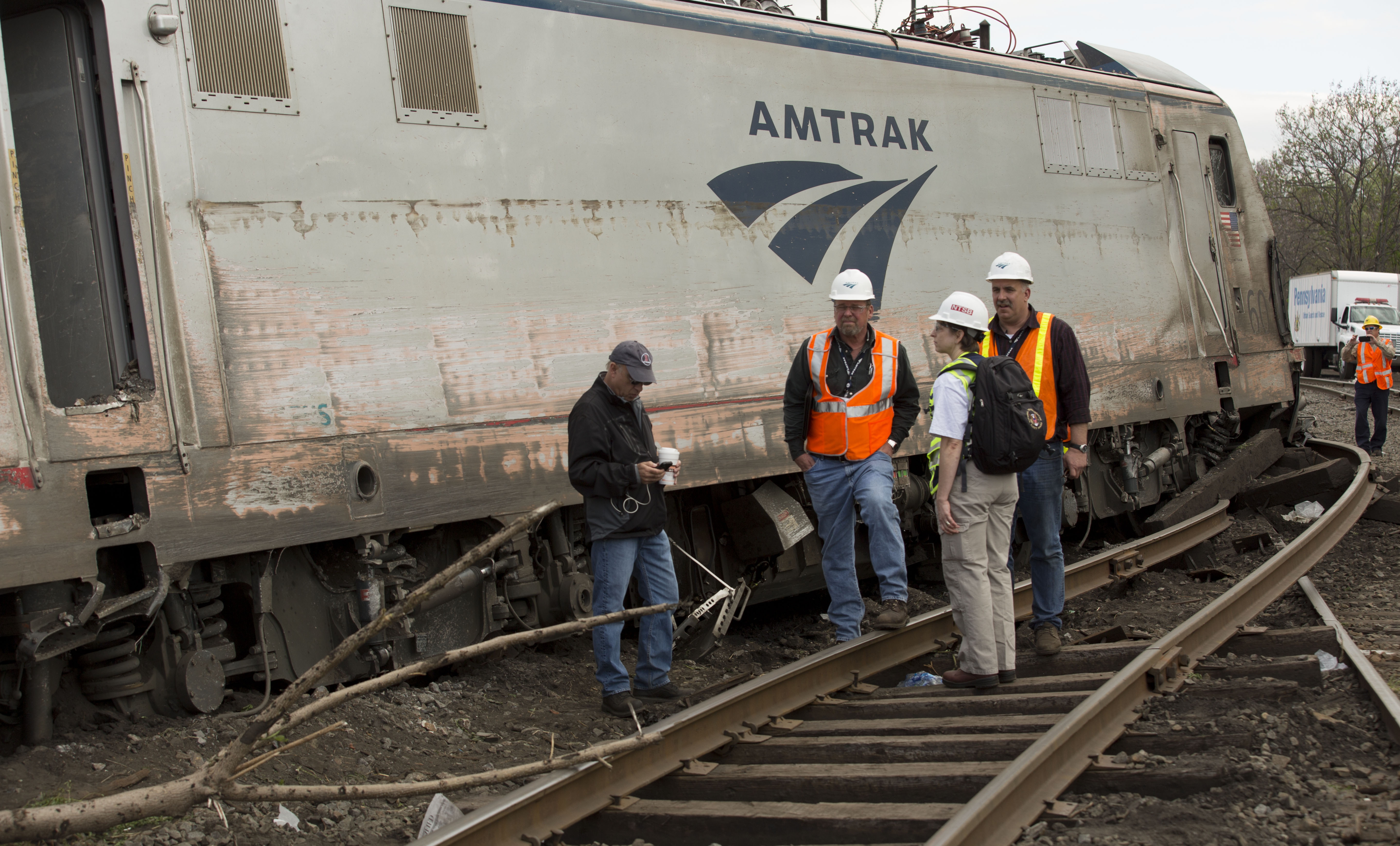
NTSB-Personal untersucht die entgleiste Lok 601.

Am 12. Mai 2015 entgleiste beim Eisenbahnunfall von Port Richmond in Philadelphia der Northeast-Regional-Zug 188 der Amtrak auf der Fahrt von Washington nach New York am Abzweig Frankford Junction im Stadtteil Port Richmond. Nach vorläufigen Untersuchungsberichten beschleunigte der Zug auf 106 mph (171 km/h), obwohl auf dem Streckenabschnitt eine Höchstgeschwindigkeit von 50 mph (80 km/h) gilt. Der Lokführer leitete zwar noch eine Gefahrenbremsung ein, jedoch entgleiste der Zug in einer Linkskurve östlich der Frankford Avenue noch mit 102 mph (164 km/h) und kam auf einem benachbarten Güterbahnhof zum Stehen. Acht Fahrgäste fanden den Tod, etwa 200 wurden verletzt. Insgesamt befanden sich 238 Fahrgäste sowie fünf Amtrak-Mitarbeiter an Bord des Zuges. Die bei dem Unfall beschädigte Lok 601 des Typs ACS-64 war erst 2014 in Dienst gestellt worden. Am 19. Mai 2015 stellte Amtrak die automatischen Blocksignale am Kontrollpunkt Shore vor der Kurve, in der der Unfall geschah, so um, dass sie keine freie Fahrt mehr anzeigen, sondern nur maximal approach medium (d. i. Weiterfahrt mit mittlerer Geschwindigkeitsbegrenzung). Im Gegensatz zu festen Geschwindigkeitsbegrenzungen entlang der Strecke können Signalanzeigen bereits durch die Sicherungseinrichtungen der Züge mittels Zwangsbremsungen durchgesetzt werden.
Die Bundeseisenbahnverwaltung (FRA) ordnete am 21. Mai 2015 per Emergency Order No. 31 (Sofortanweisung Nr. 31) an, dass die Kurve, in der der Unfall passierte, sowie alle weiteren entlang des Northeast Corridor, bei denen eine Geschwindigkeitsreduzierung von 20 mph (32 km/h) oder mehr nötig ist, unverzüglich mit Sicherungseinrichtungen ausgestattet werden, die die Geschwindigkeit der Züge überwachen und gegebenenfalls eine Zwangsbremsung einleiten können. Darüber hinaus sollen an diesen Kurven zusätzliche Schilder entlang der Strecke angebracht werden, die auf die Geschwindigkeitsreduzierung hinweisen. Amtrak-Präsident Joseph H. Boardman versprach in einer Pressekonferenz nach dem Unfall, den gesamten Northeast Corridor bis Ende 2015 mit Positive Train Control auszustatten.